# Gewone oorworm
De gewone oorworm (Forficula auricularia) is een insect dat behoort tot de orde van de oorwormen (Dermaptera). Het is een in Europa algemeen voorkomende oorworm en het gedrag en de levenswijze zijn goed bestudeerd. 

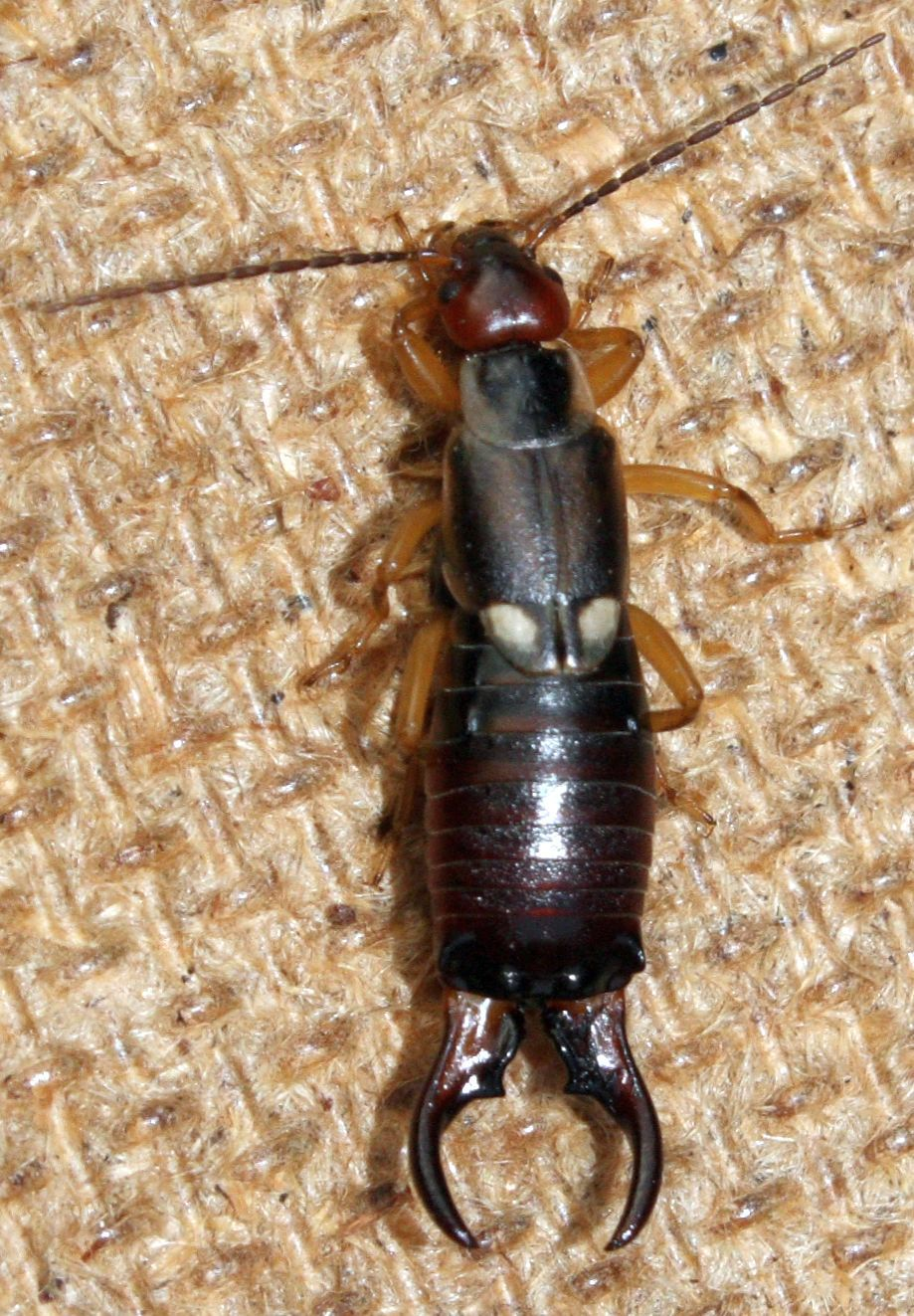
Mannetje (♂)

## Kenmerken
De gewone oorworm bereikt een lengte van ongeveer 10 tot 16 millimeter, exclusief de lange, pincet-achtige lichaamsaanhangsels, die wel cerci worden genoemd. De cerci van de mannetjes zijn groter en langer en hebben een duidelijk zichtbare tand aan de binnenzijde bij de basis. De aanhangsels van de vrouwtjes zijn vrijwel recht en minder breed aan de basis. De mannetjes hebben een variabele cercilengte, deze kunnen ongeveer de helft van de lichaamslengte bedragen maar ook bijna net zo lang zijn als het lichaam. 
De gewone oorworm heeft een geelbruine tot donkerbruine kleur, de achtervleugels zijn aanwezig maar worden aan het oog onttrokken omdat ze zijn verborgen onder de voorvleugels. De vliezige achtervleugels zijn meerdere keren opgevouwen onder de veel kleinere voorvleugels. Ondanks de aanwezigheid van vleugels vliegt de gewone oorworm zelden, maar kan dit wel. 

## Algemeen
De gewone oorworm is de meest algemene oorworm van Europa en komt ook voor in België en Nederland. Het is een generalist die overal leeft waar een strooisellaag is. Ook is een vochtige omgeving een belangrijke voorwaarde; oorwormen kunnen zeer slecht tegen droogte. De soort is in het verleden verspreid naar onder andere de Verenigde Staten en heeft zich hier sinds lange tijd permanent gevestigd. 
De oorworm is een alleseter die van zachte delen leeft, zoals plantendelen als fruit, jonge blaadjes en plantenwortels maar ook de eieren en larven van insecten worden gegeten. Vooral bladluizen lijken een voorkeur te zijn. De jonge nimfen leven deels van insecteneieren. Als er te weinig voedsel is, worden de dieren kannibalistisch en eten hun kleinere soortgenoten op. 

## Voortplanting
De gewone oorworm kent net als alle oorwormen een onvolledige gedaanteverwisseling, waarbij de juvenielen nimfen worden genoemd en in stapjes groter worden door te vervellen. Er is dus geen popstadium zoals insecten die een volledige gedaanteverwisseling kennen. De voortplanting van oorwormen is bijzonder, omdat het vrouwtje een verregaande vorm van broedzorg kent in vergelijking met andere insecten. Zodra de eitjes zijn afgezet onder een steen of blad, worden ze door het vrouwtje verzorgd. Ze likt regelmatig de eieren schoon om uitdroging en beschimmeling te voorkomen. Eventuele bedorven eitjes worden opgegeten. Als de nimfen uitkomen worden ze nog enige tijd verzorgd door de moeder tot ze zelfstandig zijn en het nest verlaten. Mocht de moeder voortijdig komen te sterven, dan wordt zij door haar eigen jongen opgegeten.